# Algernonia
Algernonia es un género de plantas con flores perteneciente a la familia Euphorbiaceae.

## Taxonomía
El género fue descrito por Henri Ernest Baillon y publicado en Annales des Sciences Naturelles; Botanique, série 4 9: 198. 1858. La especie tipo es: Algernonia brasiliensis Baill.

## Especies aceptadas
A continuación se brinda un listado de las especies del género Algernonia aceptadas hasta octubre de 2012, ordenadas alfabéticamente. Para cada una se indica el nombre binomial seguido del autor, abreviado según las convenciones y usos.
- Algernonia amazonica (Emmerich) G.L.Webster
- Algernonia bahiensis (Emmerich) G.L.Webster
- Algernonia brasiliensis Baill.
- Algernonia dimitrii (Emmerich) G.L.Webster
- Algernonia gibbosa (Pax & K.Hoffm.) Emmerich
- Algernonia glazioui Emmerich
- Algernonia kuhlmannii (Emmerich) G.L.Webster
- Algernonia leandrii (Baill.) G.L.Webster
- Algernonia obovata (Müll.Arg.) Müll.Arg.
- Algernonia pardina Croizat
- Algernonia paulae Emmerich
- Algernonia riedelii (Müll.Arg.) G.L.Webster